# Тернопіль (аеропорт)
Міжнародний аеропорт «Тернопіль» (IATA: TNL, ICAO: UKLT) розташований на відстані 3 км на південний схід від міста Тернополя.

## Загальні відомості

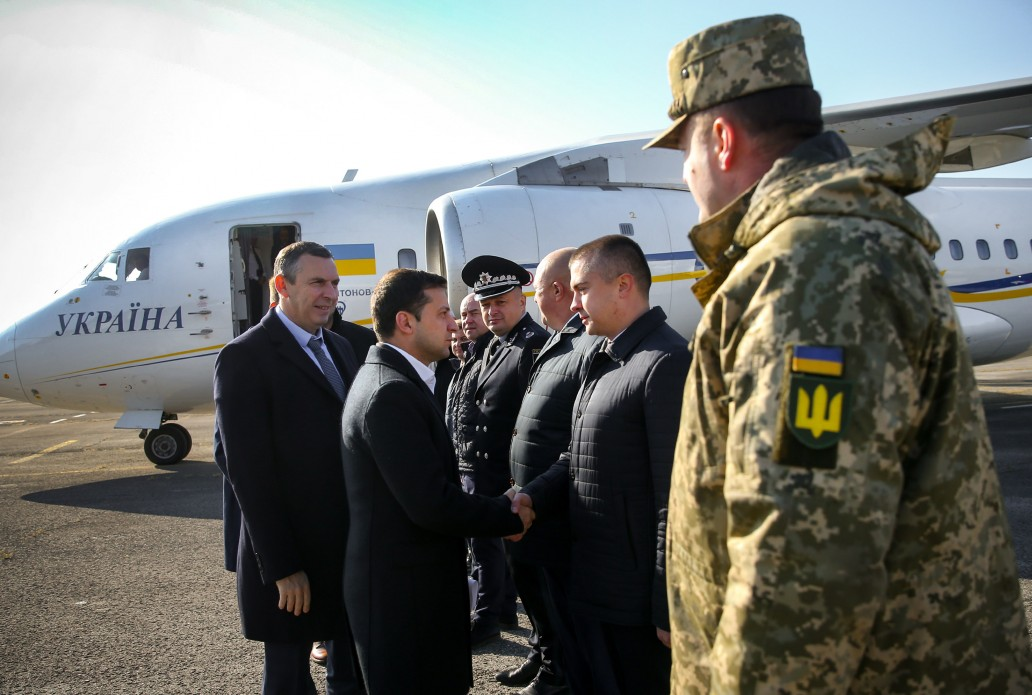
Робоча поїздка Президента України Володимира Зеленського до Тернопільської области

Аеропорт є комунальною власністю Тернопільської обласної ради та займає площу 164,29 га.
Наявні дві злітно-посадкові смуги: основна — 10/28, 2000*42 м, покриття — бетон, та стара асфальто-бетонна 12/30, яка зараз слугує частиною руліжної доріжки. два перони здатні розмістити 6 літаків типу Як-42. Метеорологічний мінімум аеродрому (висота нижньої межі хмар і горизонтальна видимість) з магнітним курсом (МК) 282° — 115*1700, з МК 102° — 125*1800.
Аеродром було сертифіковано 11.02.2013 терміном на 3 роки до прийняття повітряних суден максимальною злітною масою до 64,9 тонн типу Л-410, Ан-28, Ан-24, Ан-2, Ан-26, Ан-30, Ан-72, Ан-32, Як-40, Як-42, Ан-12, Ан-140, Ан-148, Ан-158, Ту-134, Іл-18, Аеробус А320, Боїнг В737 з частотою не більше п‘яти літако-вильотів на добу та вертольотів усіх типів.
Станом на 2021 рік аеропорт не може приймати літаки через відсутність сертифікації.
Належить до аеродромів класу «2В». Після відновлення світло-сигнального обладнання аеродрому Тернопіль регламент роботи стане цілодобовим (нині роботи з відновлення виконані на 60 %). Аеровокзал має два пасажирських термінали (один на відліт площею 1070 кв. м, другий — на приліт площею 384 кв. м) з пропускною здатністю 100 пасажирів за годину, пункт пропуску через державний кордон, автономне забезпечення теплом, водою і електроенергією. Будівельний об'єм аеровокзалу — 12775 куб. м.
У складі аеропорту є всі необхідні служби для забезпечення обслуговування повітряних суден і пасажирів, підтримки в належному стані льотного поля, заправки кондиційним пальним ПС і автомобілів.
Розташування аеропортового комплексу та споруд дає можливість модернізації аеропорту, зокрема подовження злітно-посадкової смуги до 2300 м на існуючому землевідведенні, будівництво нового аеровокзалу, додаткових перонів, створення сучасних терміналів з обробки вантажів.

## Коротка історія
Початком роботи аеропорту вважається 1947 рік. З 1960 аеропорт знаходиться на сучасному місці базування і має ґрунтову ЗПС. У 1969 у Тернополі проведено реконструкцію аеровокзалу, а в 1985 побудована штучна ЗПС, стернові доріжки і перони.
Після введення в дію у травні 1985 у Тернополі нової злітно-посадкової смуги почали експлуатацію теперішнього приміщення Тернопільського аеропорту. З того часу Тернопіль мав повітряне сполучення з багатьма містами України. Авіалайнери Як-42, Як-40, Ан-24, Ан-2 літали у Київ, Москву, Сімферополь, Львів, Донецьк, Житомир, Одесу, Чернівці, Ужгород, Рівне та Івано-Франківськ. Також функціонували місцеві сполучення з Борщовом, Кременцем та селищем міського типу Мельниця-Подільська. Пік пасажиропотоку спостерігався на початку 1990-их. У цей період, зокрема в неділю, у тернопільському аеропорту можна було водночас побачити літаки Як-42 (Москва), Ан-24 (Київ), Ан-24 (Сімферополь), Ан-2 (Львів), Ан-2 (Кременець). З початку 90-х років спостерігалось поступове зменшення пасажиропотоку.
У 2001 аеропорт перестав повноцінно функціонувати. Деякий час він не відігравав важливої ролі: здійснювалося лише декілька рейсів на тиждень.
У 2004 аеропорт отримав статус міжнародного.

## Сьогодення

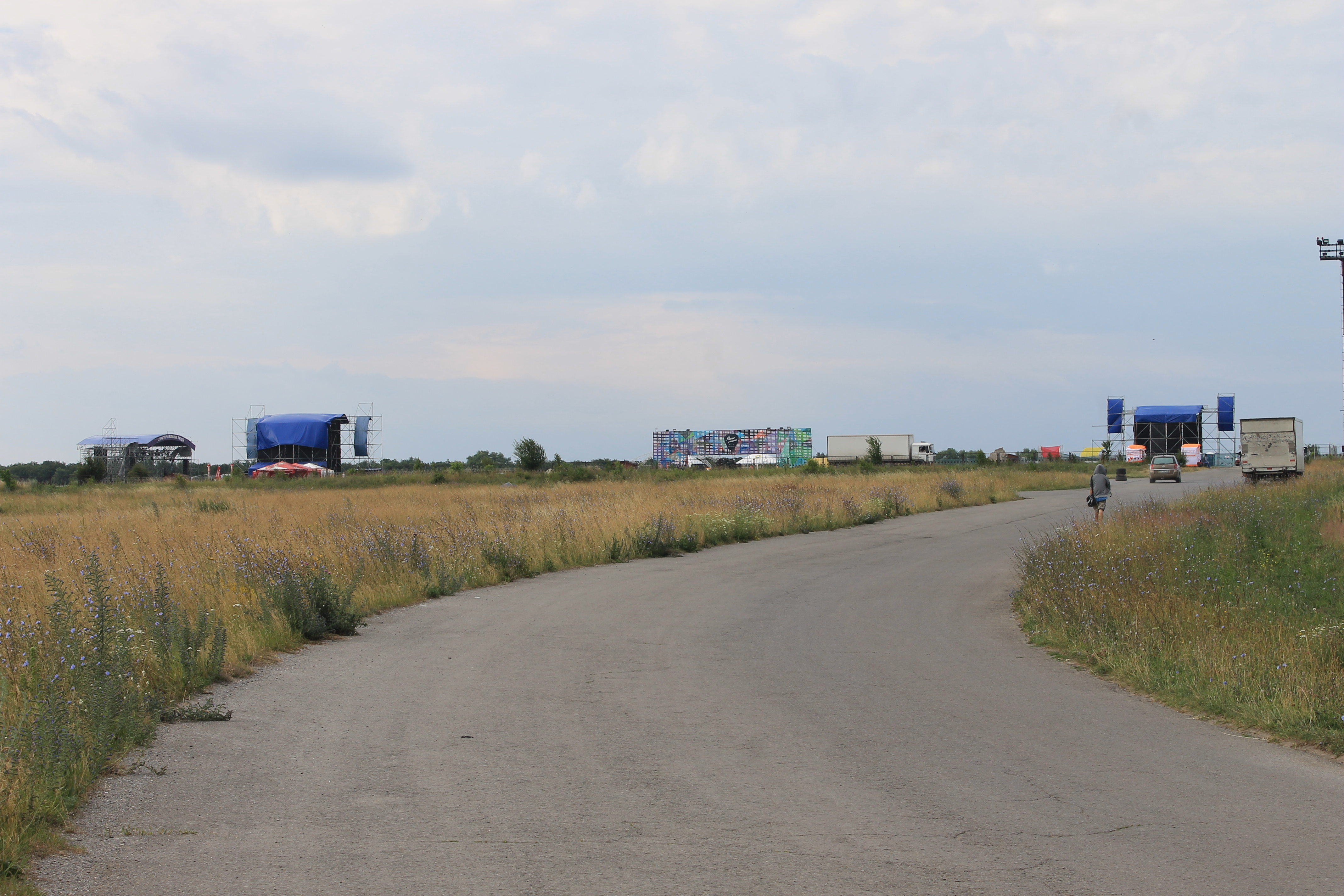
Злітно-посадкова смуга

Тернопільський аеропорт не знаходиться у занедбаному стані, тут виконуються тільки чартерні перевезення, проте регулярні рейси відсутні. Останні регулярні авіарейси на летовищі відбувалися з 31 травня до 2 липня 2010 року. Літак Ан-24РВ виконував рейси за маршрутом Тернопіль — Київ «Жуляни» і у зворотному напрямку. Рейси відбувалися двічі на тиждень — у понеділок і п'ятницю. Тривалість перельоту була 2 год. 10 хв. Ціна квитка економкласу становила 604 грн в один бік. Перевізником було запорізьке ВАТ «Мотор Січ».
Після 2 липня 2010 авіарейс Тернопіль — Київ — Тернопіль закрито. Велися переговори щодо запровадження міжнародних рейсів з Тернополя.
З 2014 до 2016 року на території аеропорту відбувався музичний фестиваль «Файне місто».
2016 року Державіаслужба надала порту ліцензію на діяльність
2018 року з'явились плани збудувати вантажний термінал.
27 вересня 2021 р. новим керівником аеропорту було призначено Артема Пуківського. Як розповів новий директор нині летовище не може прийняти жодного літака, адже він втратив всі сертифікати, в тому числі навіть на приймання малої авіації. Таким чином, робота з комерційними рейсами на найближчий час виключена. 5 жовтня 2021 було подано необхідні документи на виготовлення проеєкту постійного злітно-посадкового майданчика, на що піде білизько 3 місяців. Після цього буде можливість приймати загальну авіацію. Також новий директор бачить тернопільський аеропорт перш за все як центр логістики, тобто для вантажних літаків. З метою самоокупності планується здавати в оренду склади та приміщення. Після цього була б можливість відновлювати сертифікати на пасажирські польоти.